# فلارنس (آلاباما)
فلارنس (به انگلیسی: Florence) شهری در شهرستان لودردیل ایالت آلاباما است که مساحت آن ۶۷٫۸۵ کیلومتر مربع است و در سرشماری سال ۲۰۱۰ میلادی، ۳۹٬۳۱۹ نفر جمعیت داشته و تراکم جمعیتی آن، ۵۷۹٫۵ نفر در هر کیلومتر مربع بوده است.